# Adjule

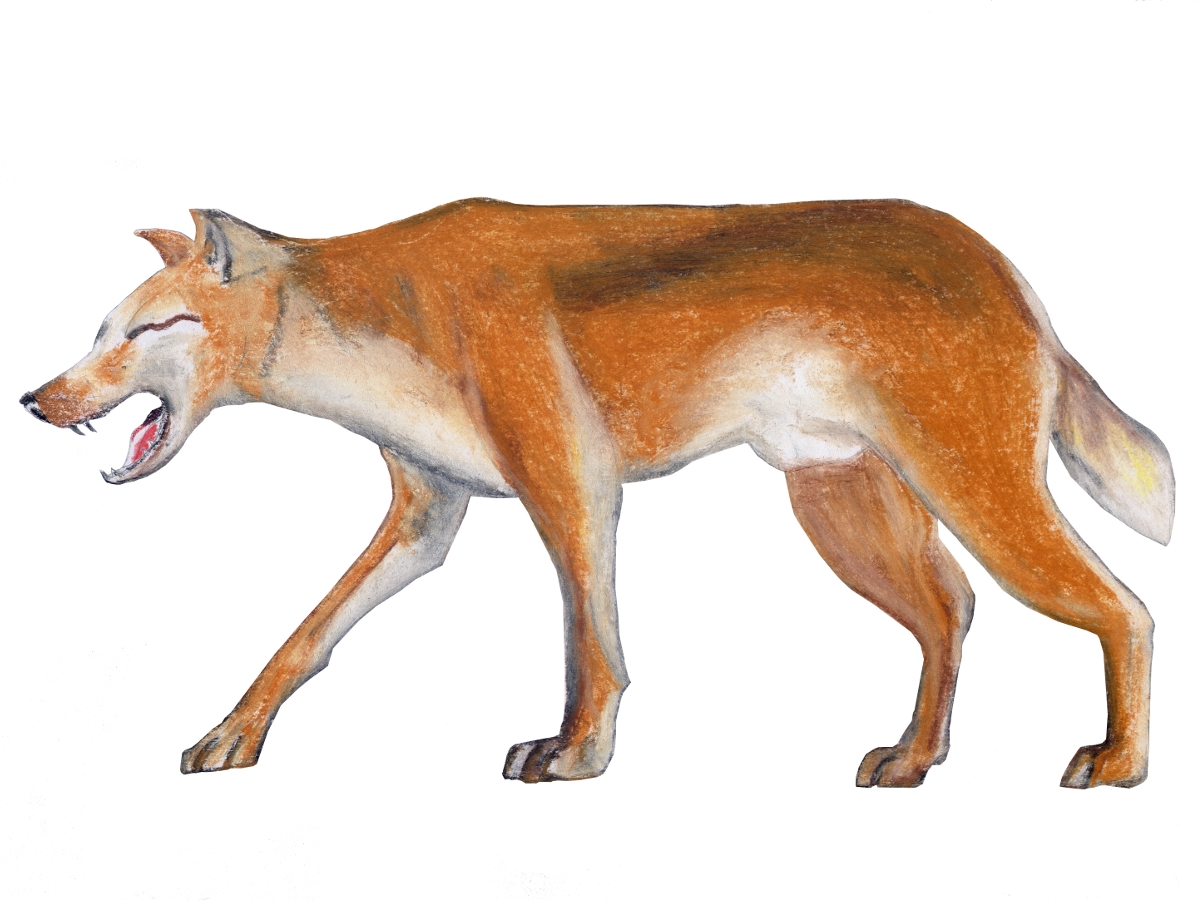
Dibujo de la criatura mítica adjule

El Adjule, también denominado Kelb-el-khela, es un can críptido, que se afirma vive en la zona del Norte de África, especialmente en áreas en y alrededor del desierto del Sahara en Mauritania. Con informes sobre su avistamiento de los Tuaregs nómades, y Théodore Monod en 1928, se afirma que el adjule es un can completamente desconocido que tiene la forma de un perro o lobo, pero en la actualidad es descrito como una población aislada de un perro salvaje africano. Algunos otros nombres que se le dan son kelb el khela ("perro de los matorrales") para el macho y tarhsît para la hembra. Sin embargo, aun con una creencia firme en su existencia alimentada por  mitos urbanos, la existencia de este críptido se ha descartado y sus avistamientos se atribuyen a canes salvajes erróneamente considerados ser el adjule, tal como el perro salvaje africano el cual se  encuentra extinto en ciertas zonas del Sahara. Existe un avistamiento no confirmado de un animal similar a un canino en la costa de Mauritania en 1992; cazadores que viven en las zonas costeras del Sahara Occidental, en el norte de Mauritania, describen un animal que se asemeja a un perro salvaje, que caza en manadas. Sin embargo, no ha sido posible confirmar que fueran de la especie Lycaon pictus (IUCN/CSG, 1997).